# Monica Iagăr
Monica Iagăr, född den 2 april 1973 i Sighetu Marmației som Monica Dinescu, är en rumänsk före detta friidrottare som tävlade i höjdhopp.
Iagărs främsta merit var guldmedaljen vid EM 1998 där hon vann efter ett hopp på 1,97 meter. Hon var i final vid Olympiska sommarspelen 2004 där hon slutade åtta. Hon var i tre VM-finaler. Bäst gick det vid VM 2001 där hon blev sjua efter ett hopp på 1,90 meter. 
Under 1996 var hon avstängd för dopning. 

## Personliga rekord
- Höjdhopp - 2,02 meter från 1998 (inomhus 2,03 från 1999)